# 鉸齒

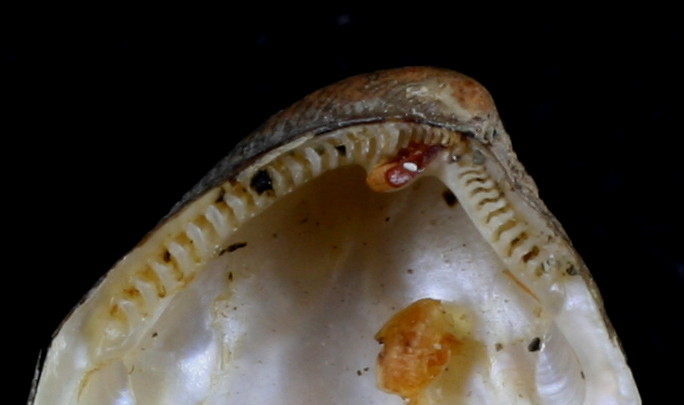
一隻栗蛤科物種的外殼上的鉸齒

鉸齒（Hinge teeth）是多個物種的外殼內部表層的一部分，包括軟體動物門的雙殼綱及腕足動物門的舊有鉸綱的物種。根據定義，這些物種都有兩瓣殼，而這兩瓣殼通過在殼的背部或頂部邊緣處的鉸鏈線上的強而柔韌的韌帶連接在一起。

## 雙殼綱
雙殼綱物種的鉸齒位於殼體背部沿線的鉸線。雙殼綱的殼並沒有腹足綱物種的虹管溝去讓虹管伸出來，其殼上也沒有部分腕足動物那種讓其肉莖伸出來的開口。所以在實際生活中，殼體需要能夠稍微打開，以讓其斧足和虹管從中間的殼間隙縫伸出，當再次關閉之時，又不會使兩瓣殼無法對齊。鉸齒的出現讓兩殼可以更好的閉合。
對於雙殼綱大多數的科來說，牠們的兩瓣殼在鉸線兩邊幾乎是完全對稱，就只在鉸齒在每一邊都有些微差異，否則兩瓣殼就無法完全緊閉。

### 分類學
不同物種間在其鉸齒的佈置差異，成為了分辨不同物種的必要形態學和分類學的指標：有些物種的鉸齒會分成主鉸齒（cardinal teeth）或側鉸齒（lateral teeth）；有些物種只有一排細密的鉸齒，無分主次；更有一些物種沒有了鉸齒。在分子親緣支序學未普及之前，雙殼綱物種的鉸齒是分辨其物種的最方便辦法。就如哺乳類動物的牙齒，雙殼綱物種的鉸齒的排列形式也稱為「齒式」（dentition）。我們根據些物種的鉸齒齒式，大致上可以將雙殼綱物種分成九個不同的組別。

## 腕足動物門
腕足動物是另一組有鉸齒的有殼動物的門，但牠們的是上、下開合，而不是左、右開合。在腕足動物的傳統分類裡，會分為有鉸綱（Articulata）和無鉸綱（Inarticulata）兩部分：當中只有有鉸綱的物種有鉸齒，而無鉸綱物種只靠肌肉來拉緊兩瓣殼。現時有鉸綱的物種在新的分類中，主要被分到小嘴貝型亞門。